# Die Internationale (Zeitschrift)
Die Internationale war eine anarchosyndikalistische Zeitschrift mit anarchistischer Tendenz, die von 1924 bis 1949 in vier Folgen mit verschiedenen Herausgebern und Untertiteln erschienen war.

## Geschichte

### 1. Folge
Die „1. Folge“ der Internationalen war das Organ der Internationalen Arbeiter-Assoziation (I.A.A.) unter der Redaktion Augustin Souchys. Die Zeitschrift erschien von März 1924 bis Januar 1926 in sechs Nummern bei einer Auflage von 2500 Exemplaren. Diese theoretisch ausgerichtete Publikation veröffentlichte u. a. Artikel von Pierre Ramus, Max Nettlau und Rudolf Rocker, zum Beispiel zum Thema Syndikalismus oder über den I.A.A.-Kongress in Amsterdam. Außerdem wurden Berichte der Landesorganisationen sowie Bücher- und Zeitschriftenhinweise veröffentlicht. Die Internationale war insbesondere an die Funktionäre der Freien Arbeiter-Union Deutschlands (FAUD) gerichtet. Nachfolger war Die Internationale 2. Folge.

### 2. Folge
Der Untertitel lautete Zeitschrift für die revolutionäre Arbeiterbewegung, Gesellschaftskritik und sozialistischen Neuaufbau. Die Redaktion lag von 1932 bis 1933 in den Händen Helmut Rüdigers und wurde später bis zum Verbot 1933 von Gerhard Wartenberg übernommen. Herausgeber war die FAUD, bis 1931 war sie der I.A.A. angeschlossen. Die „2. Folge“ erschien von 1927 bis 1933 monatlich mit Ausnahme der Nummern 11 und 12 (Jahrgang 5), die wegen polizeilichen Verbotes nicht erschienen. In der ersten Nummer im November 1927 wurden die inhaltlichen Schwerpunkte dargelegt: Berichte über den internationalen Syndikalismus und die internationale Arbeiterbewegung, Kritik des gegenwärtigen politischen Systems. Auch sollte sozialistisches Neuland betreten werden. Veröffentlicht wurden Artikel von Willi Jadau, Fritz Kader, Erich Mühsam, Fritz Linow, Arthur Lehning, Max Nettlau, Rudolf Rocker, Artur Streiter und anderen.

### 3. Folge
Die 3. Folge der Internationalen war die Nachfolgezeitschrift der 2. Folge und erschien vom 1. August 1934 bis zum 5. April 1935 in fünf Ausgaben unter dem Tarntitel Deutschtum im Ausland, Blätter zur Pflege deutscher Art und dem Tarnherausgeber „Verband deutscher Schulen im Ausland“. Als Erscheinungsorte wurden Paris, Barcelona und Stockholm angegeben, jedoch wurde die Zeitschrift von der Gruppe „Deutsche Anarchosyndikalisten“ (DAS) in Amsterdam herausgegeben.

### 4. Folge
Herausgeber war die „Reichsinformationsstelle“ (RIST) der Föderation freiheitlicher Sozialisten (FFS) in Darmstadt. Die 4. Folge erschien monatlich in den Nachkriegsjahren 1947 bis 1949 und wurde redaktionell betreut von Gretel und Alfred Leinau. Laut Alfred Leinau wurde beim Namen der Zeitschrift „an das Wiederinslebenrufen unserer alten Monatszeitschrift [gedacht], die nun 14 Jahre geschwiegen hat“. Themenschwerpunkte waren die Vereinigung Europas, Gewerkschaftsfragen, libertäre Arbeiterbewegung aus syndikalistischer Sicht, die Teilung Deutschlands, Auseinandersetzung mit dem Nationalsozialismus mit Beiträgen von Margarete Buber, George Hepp, Fritz Linow, Otto Reimers, Rudolf Rocker, Helmut Rüdiger, Augustin Souchy und anderen. Nachfolger war die Zeitschrift Die freie Gesellschaft.